# Aidano di Lindisfarne
Aidano di Lindisfarne, Aidan in inglese, conosciuto come l'Apostolo di Northumbria (... – 651), è stato un vescovo e missionario irlandese, fondatore e primo episcopo dell'Abbazia di Lindisfarne, sull'omonima isola inglese.
Missionario cristiano, è considerato il restauratore della cristianità in Northumbria.
È venerato come santo dalla Chiesa anglicana e dalla Chiesa cattolica, che lo commemorano il 31 agosto.

## La vita, descritta da fonti agiografiche
La vita di Aidano e i miracoli che gli sono attribuiti vennero descritti da Beda il Venerabile nella Historia ecclesiastica gentis Anglorum (Storia ecclesiastica del popolo inglese).
Originario dell'Irlanda, forse nato nel Connacht, Aidano fu monaco nell'isola di Iona (Scozia). L'Impero romano aveva diffuso il cristianesimo in Inghilterra, ma poi il paganesimo era andato risorgendo nel nord del paese.
Osvaldo di Northumbria era vissuto nel monastero di Iona durante l'esilio. Lì si convertì al cristianesimo e fu battezzato. Nel 634 salì sul trono di Northumbria e mostrò una forte determinazione nel portare la propria religione nella sua terra, dove il popolo era, per la maggior parte, pagano. Egli richiese missionari proprio dal monastero di Iona, invece che da quelli romani presenti in Inghilterra. All'inizio, il monastero mandò un nuovo vescovo, Corman, che però tornò a Iona, dicendo che la Northumbria non poteva essere convertita, perché i suoi abitanti erano troppo ostinati.
I metodi di Corman furono criticati da Aidano, che sostenne che l'approccio di questi con i nativi fosse stato eccessivamente improntato ad una catechesi avanzata, inutile e incomprensibile per popolazioni che non conoscevano neppure i rudimenti fondamentali del cristianesimo. Secondo l'Historia ecclesiastica gentis Anglorum, Osvaldo di Northumbria, convinto da queste argomentazioni, lo sostituì a Corman. Aidano scelse come diocesi l'isola di Lindisfarne, vicino al castello di Bamburgh. Re Oswald, che conosceva l'irlandese, fece spesso da traduttore ad Aidano e a i suoi monaci, che all'inizio non conoscevano l'inglese. Quando Oswald morì, nel 642, Aidano poté continuare il suo operato grazie al sostegno del nuovo sovrano, Oswine di Deira. I due divennero molto amici.
Sebbene Aidano fosse un membro della cristianità irlandese e non di quella romana, fu lodato da papa Onorio I e da Felix di Dunwich per il suo carattere energico. Si ammalò al castello di Bamburgh e morì appoggiandosi al muro della chiesa locale. Il monastero da lui fondato, crebbe e aiutò a costruire chiese e altri monasteri. Divenne anche un centro di istruzione un luogo per gli studiosi.

### Leggende
Ostinato e tenace nel suo ruolo di missionario, secondo la tradizione agiografica, Aidano avrebbe camminato da un villaggio a un altro, conversando con gli abitanti della regione e riuscendo lentamente a destare in loro l'interesse per il cristianesimo. Nell'opera di Beda si narra che Oswine diede ad Aidano un cavallo, in modo che egli non dovesse camminare. Aidano, però, regalò l'animale a un mendicante. Mettendosi allo stesso livello delle persone e parlando pazientemente con loro, Aidano e i suoi monaci ristabilirono lentamente il Cristianesimo tra le comunità northumbriche. Aidano, inoltre, prese dodici ragazzi inglesi da istruire nel monastero, affinché la futura direzione religiosa della zona fosse inglese.
Nel 651 un esercito pagano attaccò Bamburgh e cercò di dare fuoco alla città. Secondo l'Historia, Aidano pregò per questa e i venti, cambiando direzione, spinsero il fumo e le fiamme verso il nemico, respingendolo.